# Gmina Czerwińsk nad Wisłą
Die Gmina Czerwińsk nad Wisłą ist eine Stadt-und-Land-Gemeinde im Powiat Płoński der Woiwodschaft Masowien in Polen. Ihr Sitz ist die gleichnamige Stadt mit etwa 1200 Einwohnern.

## Geographie

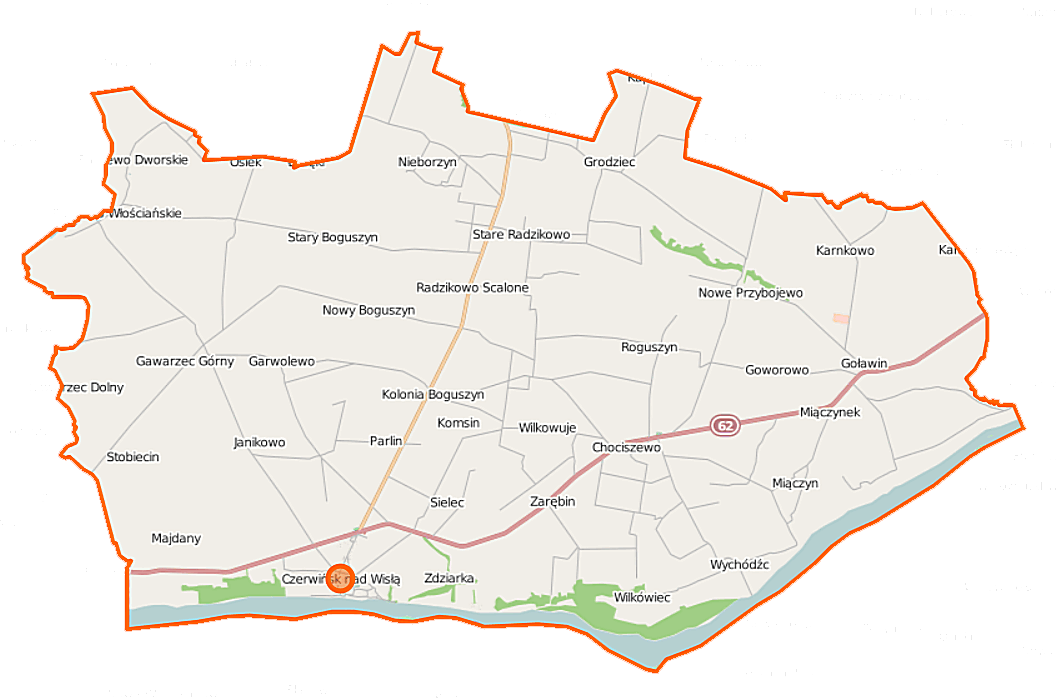
Karte der Gemeinde

Die Gemeinde liegt im Nordwesten der Woiwodschaft, nördlich von Sochaczew. Nachbargemeinden sind Brochów, Leoncin, Naruszewo, Wyszogród, Zakroczym, Załuski
Die Weichsel bildet die Südgrenze der Gemeinde.

## Geschichte
Die Landgemeinde wurde 1973 aus verschiedenen Gromadas neu gebildet. Ihr Gebiet gehörte bis 1975 zur Woiwodschaft Warschau. Es kam dann bis 1998 zur Woiwodschaft Płock, der Powiat wurde in dieser Zeit aufgelöst. Zum 1. Januar 1999 kam die Gemeinde zur Woiwodschaft Masowien und zum wiedererrichteten Powiat Płoński.
Am 1. Januar 2020 erhielt Czerwińsk die Stadtrechte und die Gemeinde den Status einer Stadt-und-Land-Gemeinde. – Vorgängergemeinden waren die Gmina Sielec und die Gmina Wychodź, die 1954 aufgelöst wurden.

## Gliederung
Die Stadt-und-Land-Gemeinde (gmina miejsko-wiejska) Czerwińsk nad Wisłą besteht aus der Stadt selbst und Dörfern mit 37 Schulzenämtern (sołectwa):
Nowy Boguszyn
Stary Boguszyn
Chociszewo
Czerwińsk nad Wisłą
Garwolewo
Gawarzec Dolny
Gawarzec Górny
Goławin
Goworowo
Grodziec
Janikowo
Karnkowo
Komsin
Kuchary-Skotniki
Łbowo
Miączyn
Miączynek
Nieborzyn
Osiek
Parlin
Nowe Przybojewo
Stare Przybojewo
Nowe Radzikowo
Radzikowo Scalone
Stare Radzikowo
Raszewo Dworskie
Raszewo Włościańskie
Roguszyn
Sielec
Stobiecin
Wilkowuje
Wilkówiec
Wola
Wólka Przybójewska
Wychódźc
Zarębin
Zdziarka